# Tjänsteutlåtande
Tjänsteutlåtande är ett uttalande eller nedtecknad skriftlig bedömning gjord av en tjänsteman, utefter det regelverk och den sakkunskap som denne har genom sitt specifika ämbete. Det innehåller vanligen förvaltningens – t.ex. stadsdelschefens – förslag till beslut i ärendet. Detta förslag bygger på tjänstemannens faktakunskaper och bedömningar. Ett tjänsteutlåtande kan gälla mycket varierande frågor t.ex. budget, tillsynsärenden, verksamhetsförändringar och detaljplaner. 